# Primeira Liga da Neutralidade Armada

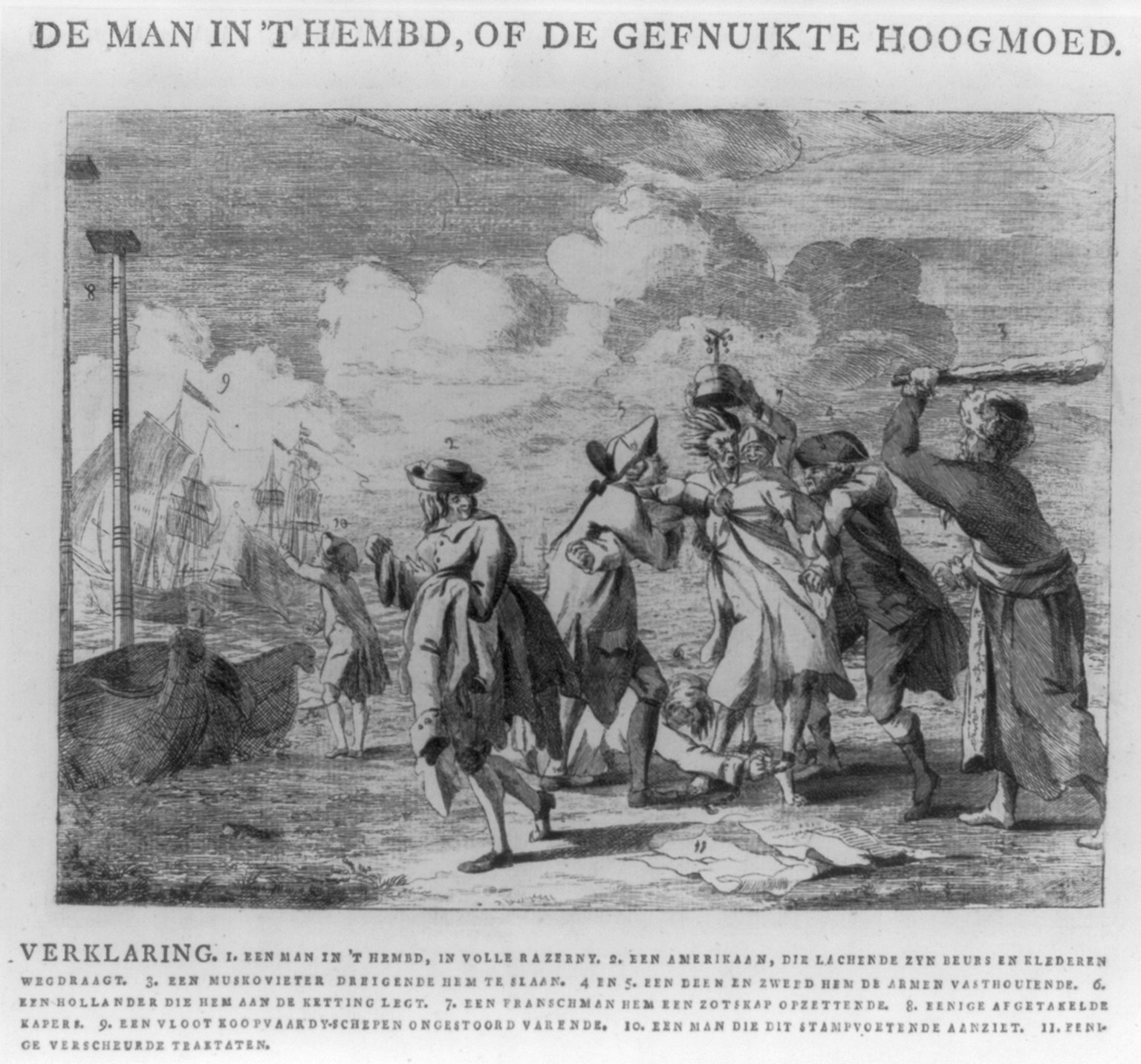
Um desenho holandês retratando um homem de camisola (representando a Grã-Bretanha) sendo atacado por vários homens (representando a Primeira Liga da Neutralidade Armada e a Aliança Bourbon). Ele é segurado por um sueco e um dinamarquês, um francês coloca um boné de tolo em sua cabeça, um holandês coloca algemas em seus tornozelos, um americano foge com suas roupas e um russo está prestes a acertá-lo com um porrete; ao fundo, uma frota mercante navega para o mar.

Se procura a Liga do Norte, a Liga dos Estados Neutrais durante a Segunda Coligação (1800-1801), veja Segunda Liga da Neutralidade Armada.
A Liga da Neutralidade Armada (1780-1783), mais conhecida na literatura lusófona por Liga dos Neutros, foi uma coligação de Estados europeus, liderados pela Rússia, formada durante a Guerra da Independência Americana com o objectivo de proteger a liberdade do comércio marítimo face às buscas e apreensões abusivas que eram conduzidas em alto-mar pela Marinha Real Britânica que seguia uma política de buscas ilimitadas alegadamente para suprimir o contrabando francês.     

## Descrição
A Guerra da Independência Americana trouxe grande instabilidade ao comércio marítimo internacional, com frequentes violações dos direitos soberanos dos Estados neutrais, resultantes de incidentes de aparente quebra de neutralidade e pelos excessos de fiscalização a que eram submetidos os navios por parte dos beligerantes. A maior parte dos incidentes tinha como protagonista a Marinha Real Britânica, já que a Grã-Bretanha era ao tempo a potência naval dominante.
Nesse contexto, por iniciativa da czarina Catarina II da Rússia, que a 11 de Março de 1780 (28 de Fevereiro, no calendário em uso na Rússia) emitiu uma declaração em que afirmava a neutralidade armada do Império Russo no âmbito daquele conflito, foi assinada uma convenção internacional que pretendia defender os direitos das partes contratantes para que os navios neutros possam livremente navegar de porto em porto e nas costas das nações em guerra para que os efeitos e mercadorias pertencentes aos súbditos das potências em guerra, sejam livres a bordo das embarcações neutras, exceptuados os géneros de contrabando. A convenção era operacionalizada com as respectivas marinhas de guerra, às quais cabia proteger o comércio marítimo do conjunto dos países neutros aderentes.
Nos termos da declaração inicial, era declarado o direito dos Estados neutrais exercerem o comércio marítimo com nacionais dos Estados beligerantes sem estarem sujeitos a quaisquer constrangimentos excepto absterem-se de traficar armas ou materiais de óbvia e imediata utilização militar. Para esse efeito a Rússia, e posteriormente os Estados aderentes ao pacto, não reconheceriam o bloqueio de costas, mas apenas o bloqueio de portos devidamente identificados e, ainda assim, apenas quando pelo menos um navio de guerra do Estados bloqueante estivesse no porto ou na sua proximidade imediata.
Para fazer respeitar esta declaração, o Império Russo enviou três esquadrões da Marinha Imperial Russa, um para o Mediterrâneo, outro para Atlântico e outro para o Mar do Norte.
A posição russa foi de imediato seguida pela Dinamarca e pela Suécia, que aceitaram a proposta russa de assinar um convénio de mútua protecção, formando assim o núcleo inicial da Liga. Estes Estados permaneceram fora da guerra, reafirmando a sua neutralidade em relação ao conflito, mas ameaçaram com retaliação conjunta se qualquer navio com a bandeira dos Estados aderentes fosse molestado. O sucesso imediato da Liga levou à adesão de outras potências europeias e quando o Tratado de Paris (1783) pôs termo ao conflito em 1783, já tinham aderido a Prússia, o Sacro Império Romano Germânico, os Países Baixos, Portugal, o Reino das Duas Sicílias e o Império Otomano.
Tendo os britânicos frequentemente desrespeitado a neutralidade de Portugal, utilizando as águas portuguesas para operações de guerra, em 1780 o governo português tomou várias providências reforçando as suas forças navais para poder fiscalizar mais eficazmente as águas sob sua soberania. Face à superioridade naval britânica, as medidas foram de todo inúteis. Em consequência, procurando o apoio de outros Estados neutrais, Portugal aderiu à Liga dos Neutros a 13 de Julho de 1782, assinando o convénio com o Império Russo a 24 de Julho daquele mesmo ano. Portugal retirou bons proveitos daquela aliança, que viria a constituir um dos factores da prosperidade a que o Brasil ascendeu naquele período.
Como a Marinha Real Britânica tinha um poderio naval que era vastamente superior ao das marinhas dos estados da Liga combinadas, a aliança era do ponto de vista militar aquilo que a própria Catarina II reconheceria como um "nulidade armada" e não uma "neutralidade armada". Contudo, no contexto internacional da época, o peso diplomático da Liga foi suficiente para funcionar com dissuasor de um eventual ataque, já que a França e os Estados Unidos da América tinham sido rápidos em proclamar a sua adesão aos novos princípio da liberdade do comércio marítimo. A Grã-Bretanha, isolada nesta matéria, preferiu não antagonizar a Rússia, optando assim por respeitar, sem reconhecer, os princípios proclamados pela Liga, não interferindo com os navios dos seus membros.  Enquanto ambos os lados da Quarta Guerra Anglo-Neerlandesa tacitamente compreenderam que ela era uma tentativa de manter os Países Baixos fora da Liga, A Grã-Bretanha não considerou a Liga como hostil.
A ideia de uma Liga dos Neutros para proteger a navegação comercial foi novamente tentada durante as Guerras Napoleónicas, novamente por iniciativa russa, desta feita do czar Paulo I da Rússia. Esta Segunda Liga da Neutralidade Armada, ou Liga do Norte, formada em 1800 durante a fase final da Guerra da Segunda Coligação falhou quando os britânicos decidiram não a respeitar, considerando mesmo a adesão um acto hostil, de que resultou o ataque à Dinamarca e a destruição da sua marinha na Batalha de Copenhaga.